# Телькем
«Телькем» — кодовые названия двух экспериментальных экскавационных ядерных взрывов, проведённых в 1968 году в СССР на территории юго-восточной части Семипалатинского ядерного полигона. Целью экспериментов была отработка методики создания искусственных каналов с помощью подземных ядерных взрывов на выброс грунта. Полученные данные были использованы для создания канала в экспериментальном проекте «Тайга». Ядерные заряды были разработаны во ВНИИТФ (Снежинск). Взрыв «Телькем-2» был групповым (3 заряда).
- «Телькем-1» состоялся 21 октября 1968 года. Ядерный заряд с тротиловым эквивалентом 0,24 кт был заложен в скважину 2308 на глубину 31 м, в результате взрыва образовалась воронка диаметром 80 м и глубиной 20 м.
- «Телькем-2» был проведён 12 ноября 1968 года. Три ядерных заряда с тротиловым эквивалентом по 0,24 кт каждый были заложены в 3 скважины (2305, 2306, 2307) на глубину 31 м. Скважины находились в линейном порядке на расстояниях 40 м друг от друга, в результате взрыва образовалась воронка овальной формы (в виде траншеи) длиной 140 м, шириной 70 м и глубиной 16 м.